# Zhongshan (Keelung)
Zhongshan (chinesisch 中山區, Pinyin Zhōngshān Qū, Pe̍h-ōe-jī Tiong-san Khu) ist ein Bezirk der nordtaiwanischen Hafenstadt Keelung.

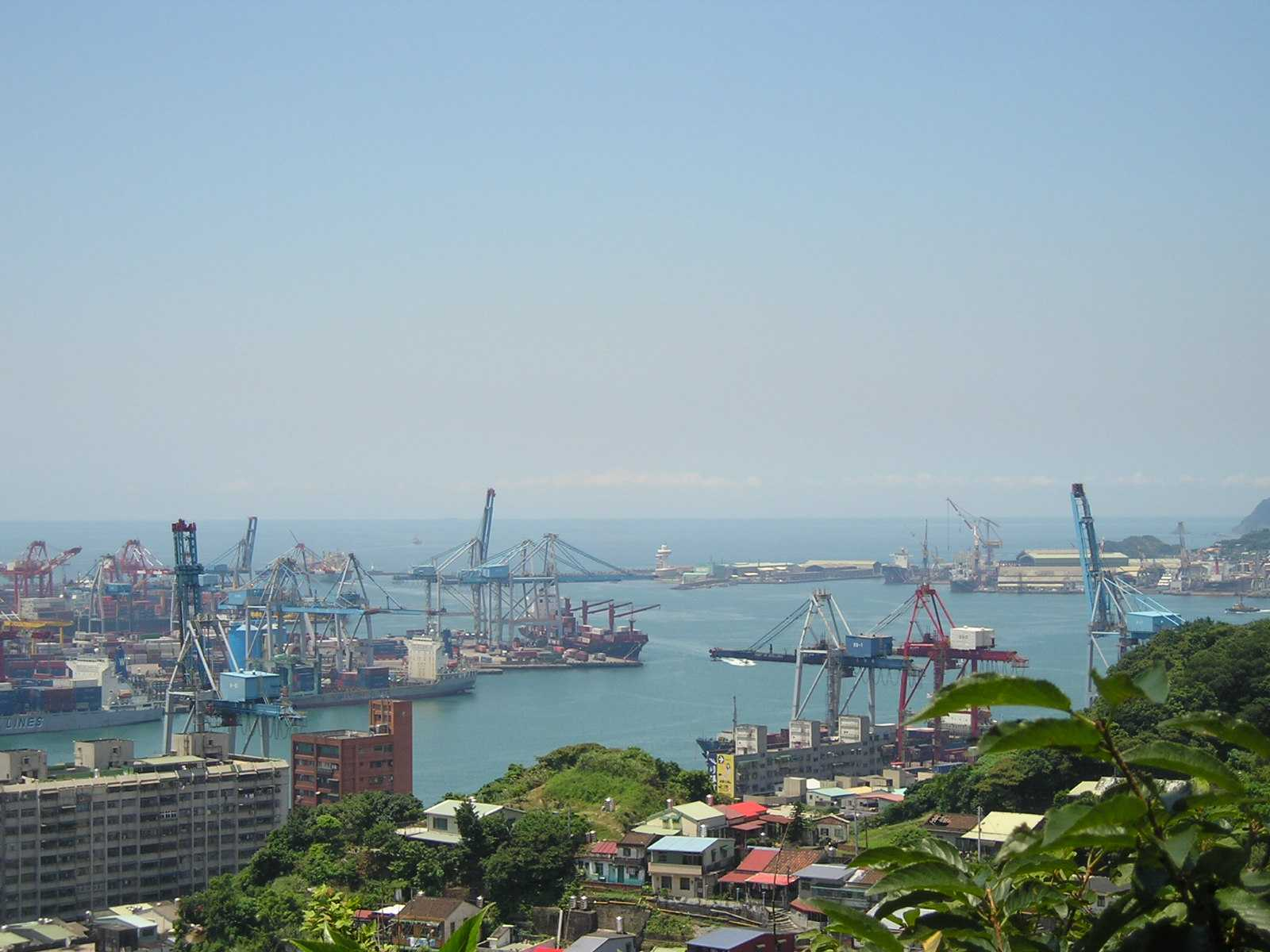
Teilansicht des Hafens von Keelung

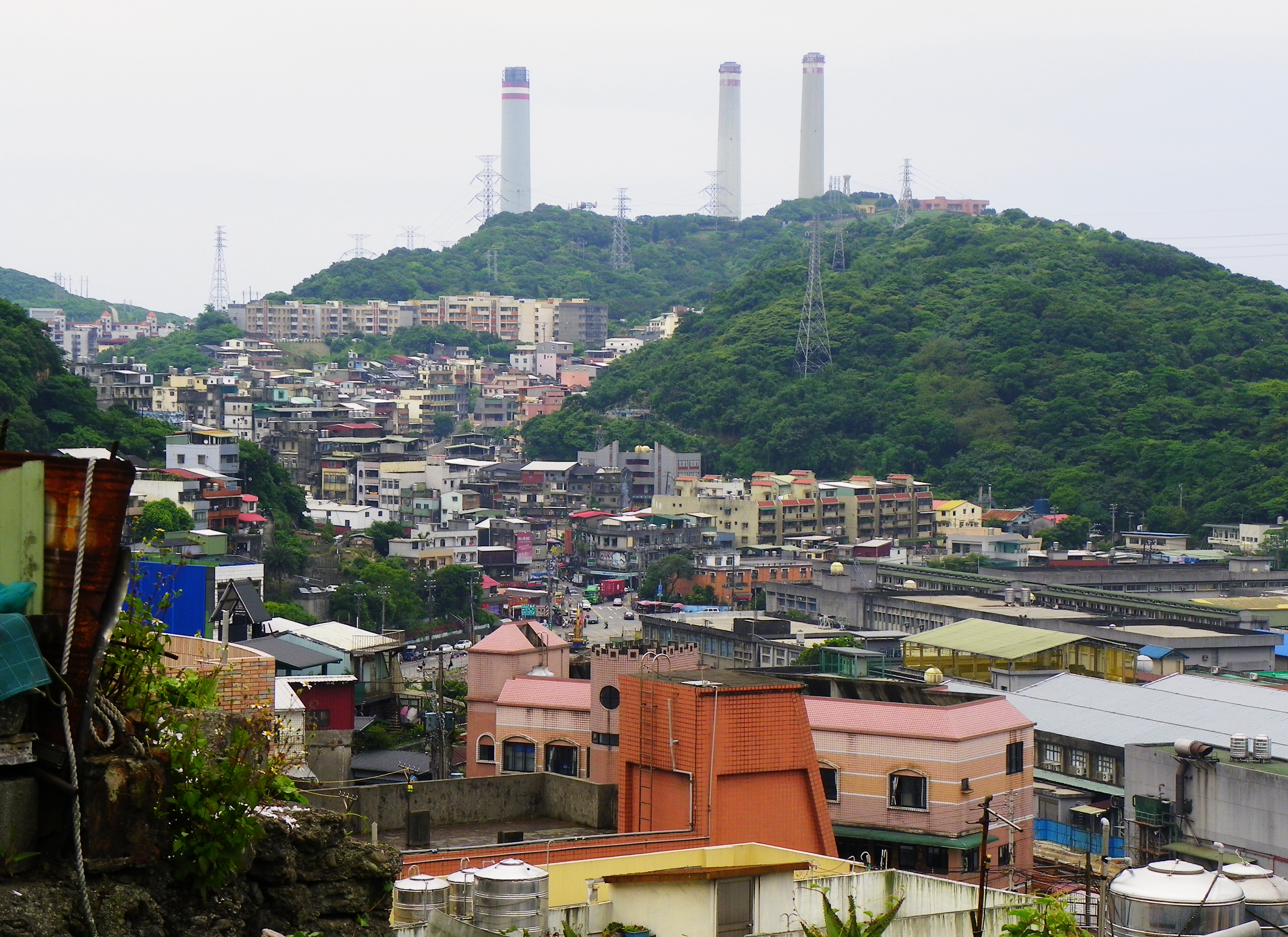
Zhongshan, im Hintergrund die Schornsteine des Hsieh-Ho-Kraftwerks

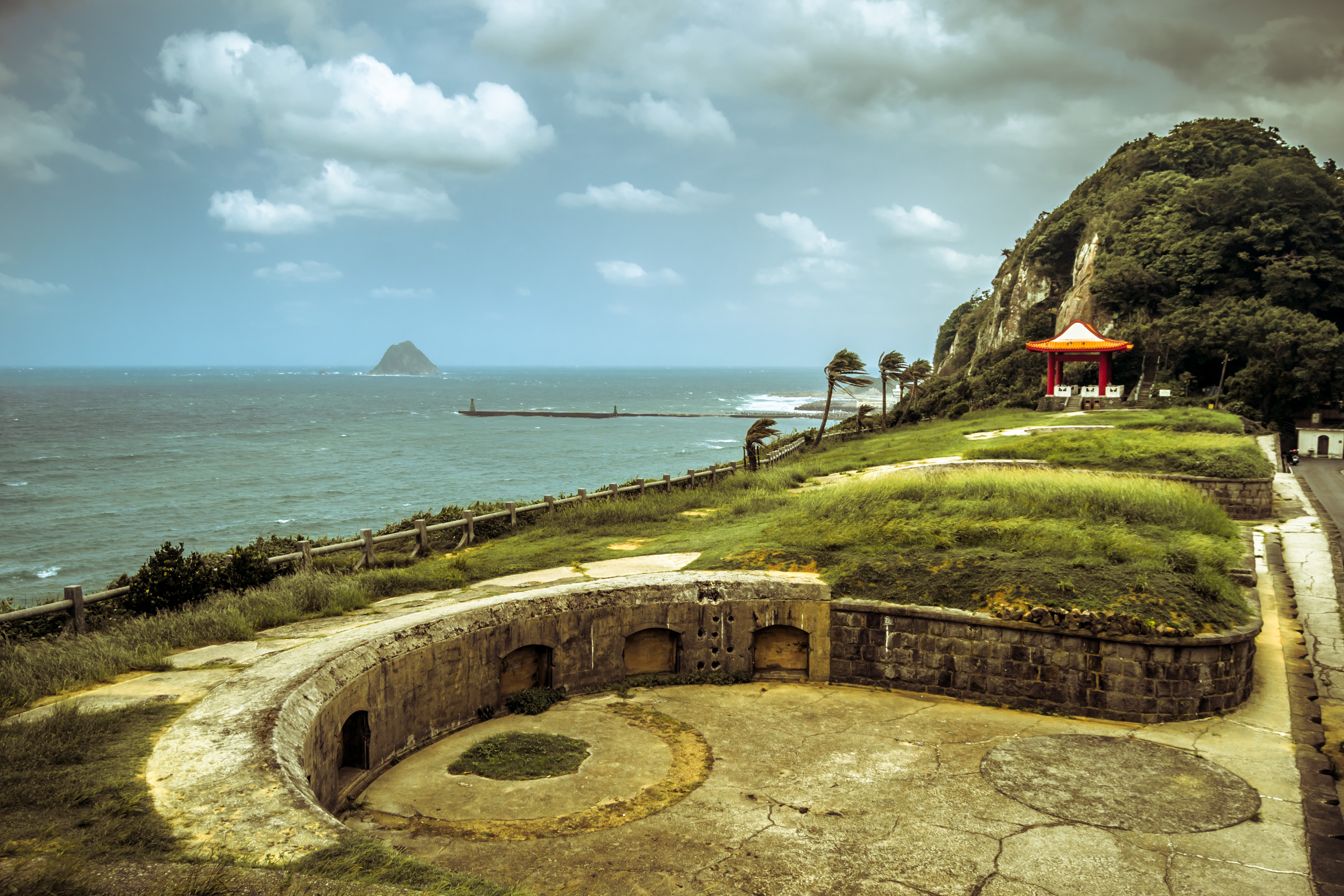
Fort Baimiweng

## Lage und Bedeutung

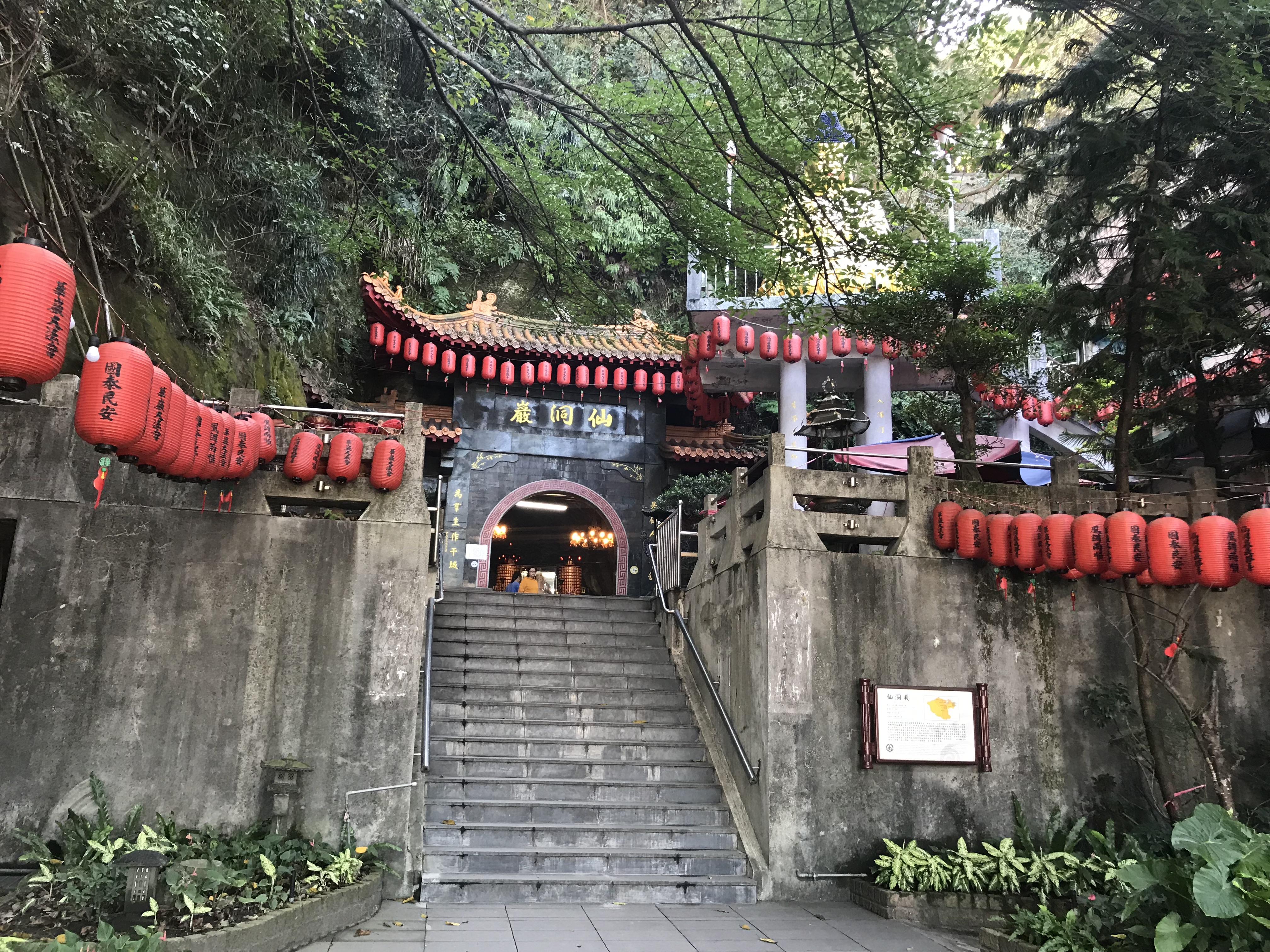
Eingang zur Xian Dong Yan

Zhongshan liegt im Norden der kreisfreien Stadt Keelung an der Küste des Ostchinesischen Meeres. Im Westen und Süden grenzt es an die Nachbarbezirke Anle und Ren’ai. Zwischen Zhongshan und dem östlich davon liegenden Bezirk Zhongzheng erstreckt sich der Hafen von Keelung. Die gesamte Ostseite Zhongshans ist von Hafenanlagen gesäumt, insbesondere finden sich hier weite Abschnitte des Containerhafens. Der Hafen und die Küstenlandschaft mit ihren reizvollen Aussichtspunkten ziehen heute viele Touristen an.
In Zhongshan befindet sich die Xian Dong Yan (仙洞巖 – „Höhlenfelsen der Unsterblichen“), eine begehbare Naturhöhle, in der sich mehrere Statuen verschiedener Gottheiten befinden.
Im Gebiet des Bezirks liegen weiterhin das Ching-Kuo-Institut für Management und Gesundheitswesen und das Hsieh-Ho-Kraftwerk, Taiwans einziges ausschließlich mit Öl betriebenes Kraftwerk.

## Geschichte
Nachdem die Nordküste Taiwans bereits im 17. Jahrhundert von Spaniern und Niederländern (siehe auch Niederländisch-Formosa) erkundet worden war, siedelten sich im frühen 18. Jahrhundert chinesische Fischer aus Fujian an der Küste des heutigen Bezirks an. Ihre Siedlung und der sich entwickelnde Hafen bildeten die Keimzelle der späteren Stadt Keelung. Die bekannteste Sehenswürdigkeit aus der Vergangenheit ist das an der Hafeneinfahrt gelegene Fort Baimiweng, das auf Bauten der Spanier und Niederländer zurückgehen soll und während der Qing-Dynastie im 19. Jahrhundert als moderne Festung zur Sicherung des Hafens gestaltet wurde. Im Zuge des Chinesisch-Französischen Krieges 1884–1885 wurden das Fort und die Stadt von französischen Truppen besetzt. Zur Zeit der japanischen Herrschaft über Taiwan (1895–1945) erhielt das Fort weitgehend seinen heutigen Grundriss.